# Liceo scientifico
Le liceo scientifico ( prononciation italienne: [liˈtʃɛːo ʃʃenˈtiːfiko] ; littéralement "lycée scientifique") est un type d'école secondaire en Italie. 
Il est conçu pour donner aux élèves les compétences nécessaires pour progresser dans n'importe quelle université ou établissement d'enseignement supérieur. Les élèves peuvent fréquenter le liceo scientifico après avoir terminé avec succès le collège (scuola media).
Le programme est conçu par le ministère de l'Éducation et met l'accent sur le lien entre la tradition humaniste et la culture scientifique. Il couvre une gamme complète et étendue de disciplines, y compris la langue et la littérature italiennes, les mathématiques, la physique, la chimie, la biologie, l'histoire, la philosophie, la langue et la culture latines, la langue et la culture anglaises, l'histoire de l'art et le dessin technique. 
Les étudiants étudient généralement pendant cinq ans et fréquentent l'école de 14 à 19 ans. À la fin de la cinquième année, tous les étudiants passent l'esame di Stato, un examen final qui mène à la maturità scientifica. 
Un étudiant fréquentant un liceo est appelé liceale , bien que les termes plus génériques studente (masculin) et studentessa (féminin) soient également d'usage courant. Les enseignants sont appelés professore (homme) ou professoressa (femme).